# Shimizu S-Pulse
Maillots
Actualités
Le Shimizu S-Pulse (清水エスパルス) est un club japonais de football basé à Shizuoka, capitale de la préfecture du même nom. Le club évolue en J. League 1.

## Historique
L'équipe est basée à Shimizu, une ville rattachée à Shizuoka depuis 2003 et dont elle compose désormais l'un des trois arrondissements.
Le nom de l'équipe S-Pulse est une combinaison du "S" pris à Shizuoka, Shimizu et Soccer et de "Pulse", qui vient de l'anglais. 
Le club fait partie des dix équipes fondatrices de la J. League en 1992.
En 1999 ils finissent vice-champion de la J.League 1, en 2001 il remporte la coupe du Japon puis en la supercoupe 2001 et 2002.

## Palmarès
| Compétitions nationales | Compétitions internationales                                                                             |
| - Championnat du Japon (0) - Vice-champion : 1999 - Coupe du Japon (1) - Vainqueur : 2001 - Finaliste : 1998, 2000, 2005 et 2010 - Coupe de la Ligue (1) - Vainqueur : 1996 - Finaliste : 1992, 1993, 2008 et 2012 - Supercoupe du Japon (2) - Vainqueur : 2001 et 2002 - Finaliste : 1999 - Championnat du Japon de deuxième division (1) - Champion : 2024 - Vice-champion : 2016 | - Coupe d'Asie des vainqueurs de coupe (1) - Vainqueur : 2000 - Supercoupe d'Asie (1) - Finaliste : 2000 |

## Joueurs et personnalités du club

### Entraîneurs
Le tableau suivant présente la liste des entraîneurs du club depuis 1992.
| Rang | Nom                | Période   |
| ---- | ------------------ | --------- |
| 1    | Émerson Leão       | 1992-1994 |
| 2    | Pedro R.S.         | 1994      |
| 3    | Rivelino           | 1994      |
| 4    | Masakatsu Miyamoto | 1995-1996 |
| 5    | Osvaldo Ardiles    | 1996-1998 |
| 6    | Steve Perryman     | 1999-2001 |

| Rang | Nom                    | Période   |
| ---- | ---------------------- | --------- |
| 7    | Zdravko Zemunović (en) | 2000-2002 |
| 8    | Takeshi Oki (en)       | 2002-2003 |
| 9    | Koji Gyotoku           | 2003      |
| 10   | Antoninho              | 2003-2004 |
| 11   | Nobuhiro Ishizaki      | 2004      |
| 12   | Kenta Hasegawa         | 2005-2010 |

| Rang | Nom               | Période        |
| ---- | ----------------- | -------------- |
| 13   | Afshin Ghotbi     | 2011-2014      |
| 14   | Katsumi Oenoki    | 2014-2015      |
| 15   | Kazuaki Tasaka    | 2015           |
| 16   | Shinji Kobayashi  | 2015-2018      |
| 17   | Jan Jönsson       | 2018-juin 2019 |
| 18   | Yoshiyuki Shinoda | juin 2019-2020 |

| Rang | Nom                 | Période            |
| ---- | ------------------- | ------------------ |
| 19   | Peter Cklamovski    | 2020-nov. 2020     |
| 20   | Miguel Ángel Lotina | 2021-nov 2021      |
| 21   | Hiroaki Hiraoka     | nov 2021-mai 2022  |
| 22   | Yoshiyuki Shinoda   | mai 2022-juin 2022 |
| 23   | Zé Ricardo          | juin 2022-         |

### Joueurs emblématiques
- Jungo Fujimoto
- Ryuzo Morioka
- Shinji Ono
- Shinji Okazaki
- Kazuyuki Toda
- Alessandro Santos
- Ahn Jung-hwan
- Daniele Massaro
- Milivoje Novakovič
- Igor Cvitanović
- Srđan Pecelj
- Frode Johnsen
- Fredrik Ljungberg
- Edu Manga
- Ronaldão
- Santos

## Bilan saison par saison
Ce tableau présente les résultats par saison du Shimizu S-Pulse dans les diverses compétitions nationales et internationales depuis la saison 1993.
| Saison | Championnat | Championnat | Championnat | Championnat | Championnat | Championnat | Championnat | Championnat | Championnat | Championnat | Coupe du Japon      | Coupe de la Ligue | Supercoupe | Coupes d'Asie   |
| Saison | Division    | Pos         | Pts         | J           | V           | N           | D           | BP          | BC          | Diff.       | Coupe du Japon      | Coupe de la Ligue | Supercoupe | Coupes d'Asie   |
| ------ | ----------- | ----------- | ----------- | ----------- | ----------- | ----------- | ----------- | ----------- | ----------- | ----------- | ------------------- | ----------------- | ---------- | --------------- |
| 1993   | J1 League   | 3e          | 24          | 36          | 24          | -           | 12          | 54          | 34          | +20         | Demi-finales        | Finaliste         | -          | -               |
| 1994   | J1 League   | 4e          | 27          | 44          | 27          | -           | 17          | 69          | 56          | +13         | 1er tour            | 2e tour           | -          | -               |
| 1995   | J1 League   | 9e          | 75          | 52          | 25          | -           | 27          | 77          | 97          | -20         | 1er tour            | -                 | -          | -               |
| 1996   | J1 League   | 10e         | 37          | 30          | 12          | -           | 18          | 50          | 60          | -10         | Quarts de finale    | Vainqueur         | -          | -               |
| 1997   | J1 League   | 5e          | 54          | 32          | 19          | -           | 13          | 52          | 40          | +12         | Quarts de finale    | Phase de groupe   | -          | -               |
| 1998   | J1 League   | 3e          | 70          | 34          | 25          | -           | 9           | 71          | 35          | +36         | Finaliste           | Demi-finales      | -          | -               |
| 1999   | J1 League   | 1er         | 65          | 30          | 22          | 1           | 7           | 56          | 36          | +20         | Quarts de finale    | Quarts de finale  | Finaliste  | -               |
| 2000   | J1 League   | 8e          | 42          | 30          | 15          | 1           | 13          | 34          | 36          | -2          | Finaliste           | Quarts de finale  | -          | Vainqueur       |
| 2001   | J1 League   | 4e          | 49          | 30          | 19          | 0           | 11          | 62          | 45          | +17         | Vainqueur           | 2e tour           | Vainqueur  | -               |
| 2002   | J1 League   | 8e          | 41          | 30          | 14          | 3           | 13          | 33          | 43          | -10         | Quarts de finale    | Demi-finales      | Vainqueur  | -               |
| 2003   | J1 League   | 11e         | 39          | 30          | 11          | 6           | 13          | 39          | 44          | -5          | Demi-finales        | Demi-finales      | -          | Phase de groupe |
| 2004   | J1 League   | 14e         | 29          | 30          | 7           | 8           | 15          | 37          | 53          | -16         | 4e tour             | Quarts de finale  | -          | -               |
| 2005   | J1 League   | 15e         | 39          | 34          | 9           | 12          | 13          | 40          | 49          | -9          | Finaliste           | Quarts de finale  | -          | -               |
| 2006   | J1 League   | 4e          | 60          | 34          | 18          | 6           | 10          | 60          | 41          | +19         | Quarts de finale    | Phase de groupe   | -          | -               |
| 2007   | J1 League   | 4e          | 61          | 34          | 18          | 7           | 9           | 53          | 36          | +17         | Quarts de finale    | Phase de groupe   | -          | -               |
| 2008   | J1 League   | 5e          | 55          | 34          | 16          | 7           | 11          | 50          | 42          | +8          | Quarts de finale    | Finaliste         | -          | -               |
| 2009   | J1 League   | 7e          | 51          | 34          | 13          | 12          | 9           | 44          | 41          | +3          | Demi-finales        | Demi-finales      | -          | -               |
| 2010   | J1 League   | 6e          | 54          | 34          | 15          | 9           | 10          | 60          | 49          | +11         | Finaliste           | Demi-finales      | -          | -               |
| 2011   | J1 League   | 10e         | 45          | 34          | 11          | 12          | 11          | 42          | 51          | -9          | Quarts de finale    | 2e tour           | -          | -               |
| 2012   | J1 League   | 9e          | 49          | 34          | 14          | 7           | 13          | 39          | 40          | -1          | 4e tour             | Finaliste         | -          | -               |
| 2013   | J1 League   | 9e          | 50          | 34          | 15          | 5           | 14          | 48          | 57          | -9          | Huitièmes de finale | Phase de groupe   | -          | -               |
| 2014   | J1 League   | 15e         | 36          | 34          | 10          | 6           | 18          | 42          | 60          | -18         | Demi-finales        | Phase de groupe   | -          | -               |
| 2015   | J1 League   | 17e         | 25          | 34          | 5           | 10          | 19          | 37          | 65          | -28         | 2e tour             | Phase de groupe   | -          | -               |
| 2016   | J2 League   | 2e          | 84          | 42          | 25          | 9           | 8           | 85          | 37          | +48         | 4e tour             | -                 | -          | -               |
| 2017   | J1 League   | 14e         | 34          | 34          | 8           | 10          | 16          | 36          | 54          | -18         | 4e tour             | Phase de groupe   | -          | -               |
| 2018   | J1 League   | 8e          | 49          | 34          | 14          | 7           | 13          | 56          | 48          | +8          | 3e tour             | Phase de groupe   | -          | -               |
| 2019   | J1 League   | 12e         | 39          | 34          | 11          | 6           | 17          | 45          | 69          | -24         | Demi-finales        | Phase de groupe   | -          | -               |
| 2020   | J1 League   | 16e         | 28          | 34          | 7           | 7           | 20          | 48          | 70          | -22         | -                   | Phase de groupe   | -          | -               |
| 2021   | J1 League   | 14e         | 42          | 38          | 10          | 12          | 16          | 37          | 54          | -17         | 4e tour             | Tour préliminaire | -          | -               |
| 2022   | J1 League   | 17e         | 33          | 34          | 7           | 12          | 15          | 44          | 54          | -10         | 3e tour             | Phase de groupe   | -          | -               |
| 2023   | J2 League   | 4e          | 74          | 42          | 20          | 14          | 8           | 78          | 34          | +44         | 2e tour             | Phase de groupe   | -          | -               |
| 2024   | J2 League   | 1er         | 82          | 38          | 26          | 4           | 8           | 68          | 38          | +30         | 3e tour             | 1er tour          | -          | -               |
| Saison | Division    | Pos         | Pts         | J           | V           | N           | D           | BP          | BC          | Diff.       | Coupe du Japon      | Coupe de la Ligue | Supercoupe | Coupes d'Asie   |
| Saison | Championnat |             |             |             |             |             |             |             |             |             | Coupe du Japon      | Coupe de la Ligue | Supercoupe | Coupes d'Asie   |